# Liste der denkmalgeschützten Objekte in Dobl-Zwaring
Die Liste der denkmalgeschützten Objekte in Dobl-Zwaring enthält die 17 denkmalgeschützten, unbeweglichen Objekte der Gemeinde Dobl-Zwaring im steirischen Bezirk Graz-Umgebung.

## Denkmäler
| Foto  |                 | Denkmal                                                                                 | Standort                                    | Beschreibung | Metadaten |
| ----- | --------------- | --------------------------------------------------------------------------------------- | ------------------------------------------- | --- | --- |
| ja    | Datei hochladen | Ortskapelle Dietersdorf HERIS-ID: 97388 Objekt-ID: 113191                               | Dietersdorf Standort KG: Dietersdorf        | | BDA-Hist.: Q37769835 Status: § 2a Stand der BDA-Liste: 2025-06-30 Name: Ortskapelle Dietersdorf GstNr.: .56 Ortskapelle Dietersdorf                                                                              |
| BW    | Datei hochladen | Hügelgräber im Kaiserwald HERIS-ID: 59057 Objekt-ID: 70020                              | Kaiserwald Standort KG: Dietersdorf         | Im Kaiserwald befinden sich mehrere Gruppen von insgesamt ca. 120 Hügelgräbern aus römischer Zeit (1. und 2. Jhdt.), die ab 1935 archäologisch erschlossen wurden. Es handelt sich bei der Bestattung von Ascheurnen mit Grabbeigaben in Grabkammern, um die künstliche Hügel aufgeschüttet wurden, um eine Tradition, die im Ostalpenraum seit der Hallstattzeit bekannt ist. Die Dekorformen der keramischen Grabbeigaben weisen Kontinuität zur Latènezeit auf. Anmerkung: größerer archäologischer Komplex, befindet sich auch in der KG Zwaring, sowie in Premstätten, Wildon und Wundschuh | BDA-Hist.: Q38085747 Status: Bescheid Stand der BDA-Liste: 2025-06-30 Name: Hügelgräber im Kaiserwald GstNr.: 15, 17, 692/5, 692/4, 703/2, 738/1, 739/1, 743, 745, 747/3, 747/5, 747/6 Hügelgräber im Kaiserwald |
| ja    | Datei hochladen | Sendeanlage Dobl (ehem. Sender Alpen) HERIS-ID: 36893 Objekt-ID: 35935                  | Am Sendergrund 15 Standort KG: Dobl         | Der Sender wurde 1941 errichtet und war bis 1984 in Betrieb. Nach dem Krieg bis 1954 wurde er von der Sendergruppe Alpenland betrieben. | BDA-Hist.: Q1263759 Status: § 2a Stand der BDA-Liste: 2025-06-30 Name: Sendeanlage Dobl (ehem. Sender Alpen) GstNr.: .178, .179 Sender Dobl                                                                      |
| ja    | Datei hochladen | Ehem. Nebengebäude der Sendeanlage Dobl HERIS-ID: 43669 Objekt-ID: 44335                | Am Sendergrund 18, 20, 22 Standort KG: Dobl | Nebengebäude der 1941 errichteten Sendeanlage Dobl | BDA-Hist.: Q64765116 Status: Bescheid Stand der BDA-Liste: 2025-06-30 Name: Ehem. Nebengebäude der Sendeanlage Dobl GstNr.: 30/9, 30/7, 30/8 Sender Dobl                                                         |
| ja    | Datei hochladen | Ehem. Wachhaus der Senderanlage Dobl HERIS-ID: 46485 Objekt-ID: 48547                   | Am Sendergrund 24 Standort KG: Dobl         | Wachhaus der 1941 errichteten Sendeanlage Dobl | BDA-Hist.: Q64765118 Status: Bescheid Stand der BDA-Liste: 2025-06-30 Name: Ehem. Wachhaus der Senderanlage Dobl GstNr.: 30/10 Sender Dobl                                                                       |
| ja    | Datei hochladen | Ortskapelle Dobl-Dorf HERIS-ID: 92201 Objekt-ID: 107105                                 | Dobl-Dorf Standort KG: Dobl                 | | BDA-Hist.: Q37758835 Status: § 2a Stand der BDA-Liste: 2025-06-30 Name: Ortskapelle Dobl-Dorf GstNr.: 1144 Ortskapelle Dobl                                                                                      |
| ja    | Datei hochladen | Pfarrhof HERIS-ID: 92193 Objekt-ID: 107095                                              | Oberberg 1 Standort KG: Dobl                | | BDA-Hist.: Q37758688 Status: § 2a Stand der BDA-Liste: 2025-06-30 Name: Pfarrhof GstNr.: .24 |
| ja    | Datei hochladen | Kath. Pfarrkirche hl. Maria in Dorn und ehem. Friedhof HERIS-ID: 51006 Objekt-ID: 56549 | Oberberg 1a Standort KG: Dobl               | Die im Kern romanische Kirche ging aus der Kapelle des Gjaidhofs hervor und wurde 1219 urkundlich erstmals erwähnt. Es erfolgten später barocke und neoromanische An- und Umbauten. Das Langhaus ist durch einen Fronbogen vom spätromanischen Chor getrennt. Aus dem 17. Jahrhundert stammen die Stichkappentonne über dem Langhaus und die nördlich angebaute Sakristei. Die am Chor angebaute Kapelle stammt aus dem 18. Jahrhundert, der Turm mit Spitzhelm aus dem Jahr 1876. Die Innenausstattung ist im Rokoko-Stil und wurde 1760 von Kaiserin Maria Theresia gestiftet. Dazu gehören auch zwei Statuen der hll. Petrus und Paulus in Seitennischen, die von Balthasar Ferdinand Moll stammen. | BDA-Hist.: Q1896460 Status: § 2a Stand der BDA-Liste: 2025-06-30 Name: Kath. Pfarrkirche hl. Maria in Dorn und ehem. Friedhof GstNr.: .2 Pfarrkirche Dobl                                                        |
| ja    | Datei hochladen | Gjaidhof mit Ummauerung, sog. Schloss Dobl HERIS-ID: 92195 Objekt-ID: 107097            | Oberberg 5 Standort KG: Dobl                | Das ehemalige Jagdschloss wurde kurz nach 1222 für Herzog Leopold VI. errichtet, war zu dieser Zeit aber kaum mehr als ein einfacher Turm. Nach verschiedenen Fehden und osmanischen Einfällen im 15. Jahrhundert fast zerstört, wurde es 1568–1570 für Erzherzog Karl II. vom Hofbaupolier Dionisio Tade um- und ausgebaut. Ein weiterer Umbau erfolgte in den 1870er-Jahren, auf den einige neugotische Details zurückgehen. Der mit Erkern geschmückte L-förmige Bau ist mit einem hohen Walmdach versehen und bildet mit Nebengebäuden einen kleinen Hof. Ein wappengeschmücktes Tor bildet den Eingang durch die mit Zinnen gekrönte Begrenzungsmauer. Die Südostecke wird von einem neugotischen Uhr- bzw. Glockenturm überragt. Die Kapelle ist modern ausgestattet (Glasfenster von Toni Hafner, Außenrelief von Josef Papst), eine Figur des Auferstandenen aus der Zeit um 1760 wird aber Balthasar Ferdinand Moll zugeschrieben. | BDA-Hist.: Q1625937 Status: § 2a Stand der BDA-Liste: 2025-06-30 Name: Gjaidhof mit Ummauerung, sog. Schloss Dobl GstNr.: 1/2 Schloss Gjaidhof                                                                   |
| ja    | Datei hochladen | Blumauer-Kapelle HERIS-ID: 36889 Objekt-ID: 35931                                       | bei Oberberg 12 Standort KG: Dobl           | | BDA-Hist.: Q37972736 Status: § 57-Mandatsbescheid Stand der BDA-Liste: 2025-06-30 Name: Blumauer-Kapelle GstNr.: 81/3 Blumauer-Kapelle                                                                           |
| ja    | Datei hochladen | Rathaus/Gemeindeamt HERIS-ID: 92197 Objekt-ID: 107099                                   | Unterberg 30 Standort KG: Dobl              | | BDA-Hist.: Q37758745 Status: § 2a Stand der BDA-Liste: 2025-06-30 Name: Rathaus/Gemeindeamt GstNr.: .133/1 |
| BW    | Datei hochladen | Grabhügel im Pumperwald HERIS-ID: 100562 Objekt-ID: 116812                              | Pumperwald Standort KG: Muttendorf          | | BDA-Hist.: Q37784803 Status: Bescheid Stand der BDA-Liste: 2025-06-30 Name: Grabhügel im Pumperwald GstNr.: 1167/2, 1169, 1167/1                                                                                 |
| ja    | Datei hochladen | Ortskapelle Petzendorf HERIS-ID: 92236 Objekt-ID: 107148                                | Petzendorf 15 Standort KG: Petzendorf       | | BDA-Hist.: Q37759051 Status: § 2a Stand der BDA-Liste: 2025-06-30 Name: Ortskapelle Petzendorf GstNr.: 6 Ortskapelle Petzendorf                                                                                  |
| ja    | Datei hochladen | Ortskapelle Pöls HERIS-ID: 97408 Objekt-ID: 113213                                      | Pöls Standort KG: Pöls                      | | BDA-Hist.: Q37769880 Status: § 2a Stand der BDA-Liste: 2025-06-30 Name: Ortskapelle Pöls GstNr.: .63 Ortskapelle Pöls                                                                                            |
| ja BW | Datei hochladen | Anlage Schloss Pöls mit Nebengebäuden HERIS-ID: 2518seit 2021                           | Pöls 1 Standort KG: Pöls                    | Das Schloss wurde schon im Jahr 1244 als Zehenthof des Erzbistums Salzburg erwähnt, das heutige Aussehen stammt vom Ende des 16. Jahrhunderts. Es ist ein dreigeschoßiger Flügelbau mit einem spitzbehelmten Stiegenturm. Im Inneren des Schlosses befinden sich zwei bedeutende Rokoko-Stuckdecken. | BDA-Hist.: Q2243025 Status: Bescheid Stand der BDA-Liste: 2025-06-30 Name: Pöls – Anlage Schloss Pöls mit Nebengebäuden GstNr.: .1 Schloss Pöls                                                                  |
| ja    | Datei hochladen | Ortskapelle Zwaring HERIS-ID: 97420 Objekt-ID: 113225                                   | Zwaring Standort KG: Zwaring                | | BDA-Hist.: Q37769900 Status: § 2a Stand der BDA-Liste: 2025-06-30 Name: Ortskapelle Zwaring GstNr.: 1353/15 Ortskapelle Zwaring                                                                                  |
| ja    | Datei hochladen | Hügelgräber im Kaiserwald HERIS-ID: 60259 Objekt-ID: 72429                              | Kaiserwald Standort KG: Zwaring             | siehe KG Dietersdorf | BDA-Hist.: Q38091307 Status: Bescheid Stand der BDA-Liste: 2025-06-30 Name: Hügelgräber im Kaiserwald GstNr.: 700, 737, 745, 1329/1, 1345/21, 1345/23, 1345/24 Hügelgräber im Kaiserwald                         |